# 福興 (彰化縣大字)
福興，是臺灣彰化縣福興鄉的一個傳統地域名稱，位於該鄉西北部。相較於今日行政區，其範圍大致包括福興村、福南村、二港村、福寶村東北半部，以及鹿港鎮洛津里洛津國小一帶地區。

## 歷史
台灣清治末期至日治初期，福興地區為一街庄，稱為「福興庄」，隸屬於馬芝堡。該庄昔日北隔臺灣溝（今員林大排）與鹿港街相望，東與菜園角庄、洪堀藔庄為鄰，南邊為管嶼厝庄，西邊臨海。
1901年（日治明治三十四年）11月，該庄隸屬於彰化廳。1909年（明治四十二年）10月，改隸屬於臺中廳。1920年（大正九年），該庄改制為「福興」大字，隸屬於臺中州彰化郡福興庄。
戰後福興庄改制為福興鄉，隸屬於彰化縣，大字亦改制為村。

## 交通
縣道144號是福興至員林林厝的道路，主要為員林大排兩岸平面道路，其西側端點位於福興地區西北部海邊的省道台61線（西部濱海快速公路）路口，往東南可前往員林，最終止於縣道137號路口；亦可於外中東南側接與縣道144號併行的高架快速道路省道台76線（東西向快速公路－漢寶草屯線），該道路過員林後可續行至位於南投草屯的中興系統交流道，以連接國道3號。
省道台17線又稱「西部濱海公路」，是清水甲南至枋寮水底寮的幹道，大致北北西—南南東走向轉北北東—南南西走向經過本地區中部及東部，往北可前往鹿港郊區、線西、伸港、梧棲、清水等地，往南可前往芳苑、麥寮、台西、東石等地。省道台61線又稱「西部濱海快速公路」，大致以縱向蜿蜒經過本地區西部，可快速前往台灣西部海岸各地。

## 學校
- 洛津國小（該地區昔日位於臺灣溝南岸，因河川改道已變成舊港溪北岸而劃入今鹿港鎮境內）
- 育新國小

## 廟宇
- 三清三元宮貝殼廟（三清廟）